# 2-氯甲基吡啶
2-氯甲基吡啶是一种有机氯化合物，化学式为C6H6CClN，它是吡啶邻位（2号位）的氢被氯甲基取代的化合物。它可用于合成其它吡啶类配体。

## 合成与反应
2-氯甲基吡啶可由吡啶-2-甲醇和氯化亚砜在二氯甲烷中反应制得。它和甲胺在三乙胺存在下反应，可以得到N-甲基吡啶甲胺。